# Зюзин, Александр Викторович
Александр Викторович Зюзин (род. 5 февраля 1976, Липецк) — российский гребец, заслуженный тренер России.

## Биография

### Спортивная карьера
Участник восьми чемпионатов мира. Участник двух чемпионатов Европы. Бронзовый призёр чемпионата Европы 2007 года в соревнования лёгких распашных четвёрок. На Олимпийских играх 2000 года был 10-м, а на Олимпийских играх 2004 года — 8-м в соревнованиях лёгких распашных четвёрок. Шестнадцатикратный чемпион России по академической гребле.

### Образование
В 2020 году закончил Российский международный олимпийский университет, получил профессию «Менеджмент и маркетинг в системе подготовки спортивного резерва».
В 2015 году — Финансовый университет при правительстве Российской Федерации; повышение квалификации «Инновационные механизмы в сфере управления персоналом на государственной и муниципальной службе, в производственной сфере».
В 1995—2000 годах — Липецкий государственный педагогический институт, получил профессию Педагог по физической культуре и спорту по специальности «Физическая культура и спорт».

### Дальнейшая карьера
- 2013—2015 — тренер спортивной команды ЦСКА по гребному спорту[4].
- 2015 — старший тренер сборной команды по гребному спорту в «Центре спортивной подготовки сборных команд России»[4].
- 2012—1019 — тренер СДЮСШОР № 10 г. Липецка; ГБУ ЛО ОК СШОР[4].
- С 2019 — руководитель «Центра спортивной подготовки» Липецкой области[4].
- С 2022 года — главный тренер сборной команды РФ по академической гребле, вице-президент Федерации гребного спорта России[5].

## Достижения
- 2019 год чемпионат мира Линц (Австрия), двойка распашная лёгкий вес — серебро[6].
- 2017 год чемпионат мира[7], Сарасота (USA), четвёрка распашная лёгкий вес — серебро[8].
- чемпионат Европы, Рачица (CZE) четвёрка распашная лёгкий вес — золото, двойка распашная лёгкий вес — серебро[9].
- Кубок мира 3-й этап, Люцерн (SUI) четвёрка распашная лёгкий вес — серебро, двойка распашная лёгкий вес — серебро[10].
- Кубок мира 1-й этап, Белград (SRB) двойка распашная лёгкий вес — серебро[11].
- 2016 год Люцернская регата, Люцерн (SUI) (отбор на Олимпийские Игры в РИО-ДЕ-ЖАНЕЙРО) четвёрка распашная лёгкий вес — золото[12].
- чемпионы России в мужских классах: 2009/2010/2013/2014/2015/2016/2017/2018/2019 года.

## Награды
- 2010 год — грамота Президента Российской федерации «За значительный вклад в развитие спорта и международного сотрудничества, пропаганду здорового образа жизни».
- 2014 год — грамота Президента Российской федерации «За заслуги в развитии физической культуры и спорта, высокие спортивные достижения на Всемирной летней универсиаде 2013 года в Казани».